# KolourPaint
KolourPaint – aplikacja do obróbki grafiki rastrowej, będąca częścią środowiska KDE. Program pod względem sposobu obsługi zbliżony jest do Microsoft Paint sprzed wersji 7, lecz posiada dodatkowe opcje takie jak rotacja obrazów, obsługa przeźroczystości czy ustawienia podobieństwa kolorów. Program jest darmowy i został wydany na licencji BSD.
Projekt został rozwinięty w celu bycia prostym do zrozumienia przez przeciętnego użytkownika i posiadania niezaawansowanego interfejsu. KolourPaint jest zaprojektowany, aby wykonywać nieskomplikowane zadania, takie jak:
- tworzenie nieskomplikowanych linii czy grafik
- manipulowanie prostymi obrazami; stosowanie podstawowych efektów
- edycja ikon z przeźroczystością, tworzenie clipart

Od wersji 3.3 domyślny program graficzny KDE.
KolourPaint może być uruchomiony na Microsoft Windows dzięki portowi protokołu rozwiniętego z inicjatywy KDE on Windows.

## Autorzy programu
- Clarence Dang – założyciel projektu KolourPaint
- Thurston Dang – główny badacz
- Martin Koller – obsługa skanowania, obsługa alfy, obecny opiekun
- Kristof Borrey – ikony
- Tasuku Suzuki – obsługa metod wejścia
- Kazuki Ohta – obsługa metod wejścia
- Nuno Pinheiro – ikony
- Danny Allen – ikony
- Mike Gashler – efekty obrazka
- Laurent Montel – przenoszenie na KDE 4[2]